# Cerska
Cerska (cyr. Церска) – wieś w Bośni i Hercegowinie, w Republice Serbskiej, w gminie Vlasenica. W 2013 roku liczyła 689 mieszkańców.